# James Petiver
James Petiver (1663 — 1718) foi um farmacêutico, botânico e entomologista britânico.

## Biografia
Foi membro da Royal Society  e do informal  "Temple Coffee House Botany Club".
Nomeou a borboleta  "Vanessa atalanta" de "Almirante Vermelho"  em homenagem a bandeira da Marinha Real Britânica e  nomeou também a borboleta "Argynnis paphia" de "fritillaria" devido aos pontos que apresenta nas asas semelhante aos dados.
Petiver recebeu muitos espécimes de plantas, sementes e outros materiais de seus correspondentes das colônias americanas.
Publicou cartas de  John Banister (1650-1692) nos periódicos ' "Monthly Miscellany" e " Philosophical Transactions"

## Obras
- 1698  "An account of some Indian plants etc. with their names, descriptions and vertues; communicated in a letter from Mr. James Petiver...to Mr. Samuel Brown, surgeon at Fort St. George," Philosophical Transactions of the Royal Society, Londres.
- 1700-1703 – "An account of part of a collection of curious plants and drugs, lately given to the Royal Society of the East India Company, Philosophical Transactions of the Royal Society"